# 益田假日广场
益田假日广场 （英文：Yitian Holiday Plaza）是一个位于深圳市南山区的中国首个体验式购物中心。商場樓高6層，占地3.5万平方米，总建筑面积13.58万平方米，於2002年開幕。购物中心毗邻数个大型主题公园，如世界之窗、欢乐谷、锦绣中华民俗村。

## 租戶
- Apple Store[2]
- Armani Collezioni
- Calvin Klein
- Cerruti 1881
- Hugo Boss[3]

益田假日广场内设有一个全真冰的溜冰场、一个电影城、Ole' 超級市場及多間餐厅。在其附近的益田集团大厦内坐落了一家Westin酒店，购物中心内设有快捷通道方便住客快速前往益田假日以及通过益田假日接驳的轨道交通前往其他目的地。

## 交通
深圳地鐵世界之窗站設有出口連接商場地庫新建部分。此外商場外的深南大道亦有多綫巴士途經及設站。

## 鄰近建築
- 世界之窗
- 深圳歡樂谷